# Szerpowie

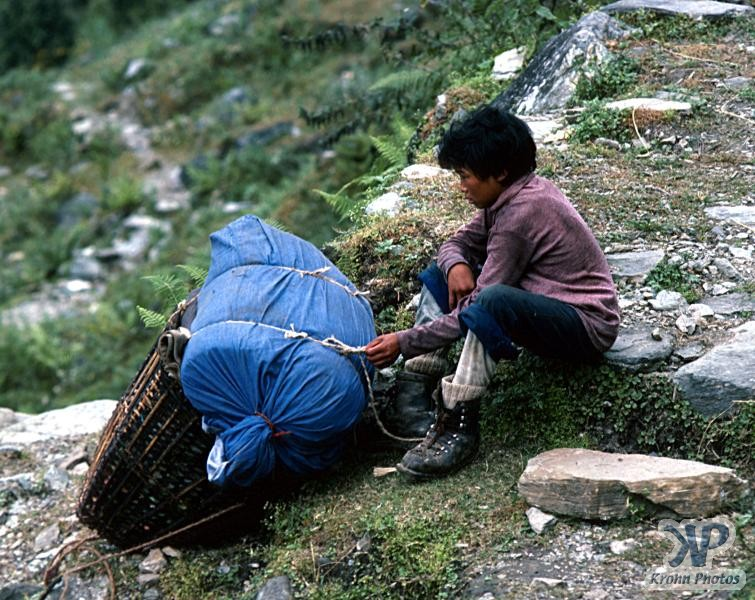
Nepalski Szerpa ze swoim bagażem

Szerpowie (tyb: ཤར་པ།, transliteracja Wyliego shar pa, dosłownie „ludzie wschodu”, z sher „wschód” + wa „lud”) – lud tybetański zamieszkujący Himalaje w Indiach i Nepalu, przybyły na te tereny z Tybetu około XIII–XIV wieku. Populacja wynosi ok. 120 tys. ludzi (dane z 1993–1995). Szerpowie w większości są wyznawcami tybetańskiej odmiany buddyzmu. Zamieszkują oni piętrowe domy z oborą na dole, są bowiem hodowcami jaków. Domy te zbudowane są zazwyczaj na wysokości 3 do 6 tys. metrów n.p.m.; to od wieków stałe środowisko Szerpów.

## Rolnictwo
Szerpowie uprawiają małe poletka, np. ryż, herbatę, owoce cytrusowe, na wyższych pasmach górskich pszenicę, ziemniaki, warzywa oraz hodują jaki, owce i kozy.

## Himalaizm
Szerpowscy mężczyźni są przeważnie tragarzami i przewodnikami wypraw w Himalaje. Dwóch z nich – Lhakpa Tenzing i Phurba Tashi – zyskało popularność bijąc rekord liczby wejść na Mount Everest – 21 razy. Później rekord ten pobił Kami Rita, który do 2024 roku stanął na szczycie Mount Everest 30 razy. Jednym z bardziej znanych Szerpów był również Tenzing Norgay, który razem z Edmundem Hillarym jako pierwsi ludzie stanęli na szczycie Mount Everestu 29 maja 1953.
18 kwietnia 2014 roku doszło do jednego z najcięższych wypadków na Mount Everest wywołanego przez lawinę, która zabiła 16 Szerpów.
16 stycznia 2021 roku grupa Nepalczyków wspięła się na K2 – jedyny ośmiotysięcznik niezdobyty dotąd zimą. W zespole było 9 Szerpów i 1 Gurkha (Nirmal Purja).